# Хомяков Дмитро Олексійович
Хомяков Дмитро Олексійович (нар. 27 вересня 1841-пом. 5 березня 1919(1918)), російський мислитель, публіцист. Старший син засновника слов'янофільства О. С. Хомякова. Брав участь в підготовці і виданні повного зібрання творів свого батька в н. XX ст.  1890-х перебував директором Строганівського центрального училища технічного малювання. В н. XX ст. був членом ради цього училища в чині дійсного статського радника. Співпрацював з журналом «Мирний труд», газетою «Московские ведомости».
Хомяков виходив з того, що «все чуттєве підпорядковане закону недосконалості а отже, нерівності, який і є відчутний результат втрати людством його первісної блаженно-однорідної земної досконалості. Людям тепер дана надія на вищу, на небесну досконалість; земне ж безповоротне і, отже, неможлива ніяка абсолютна якість, як, наприклад, можливість до користування навіть земними благами, внаслідок нескінченної різниці в формальних якостях, необхідних для цього ».
Хомяков вважав державу значущим земним інститутом для недосконалого людства, особливо важливих в його земному житті. Цим проблемам він присвятив свою ідеологічну трилогію «Православ'я як початок освітньо-побутовий, особистий і суспільний», «Самодержавство. Досвід схематичної побудови цього поняття» і « Народність».
Живучи в епоху глибокого бюрократичної кризи державності, він писав: «Завдяки поширенню принципів французької революції, справжньою родоначальниці бюрократизму, який є не що інше, як хронічний, тривалий революційний стан, що прагне постійно замінити органічний початок життя гонитвою більш-менш насильницькою за абстрактними, надуманими цілями «абстрактного блага». Але якщо «Благо» в широкому сенсі дуже важко конкретизуєме щось, то бюрократизм обрав собі за мету один з його ознак, найбільш наочних, але нічого сам по собі не цінний (якщо взяти його окремо від усіх інших) - «це зовнішній порядок ». І ось на ідеї впровадження цього вічно шуканого «порядку» і поліпшення його, бюрократія стала розвиватися не по днях, а по годинах».
Дмитро Хомяков був послідовним захисником класичної освіти. «Для того, щоб стати людині на вищий щабель розвитку, - писав він, - їй необхідно засвоїти все те, що набуло людство абсолютного в просвітницькому та освітньому відношенні за всю історію свою. Засвоювати треба лише загальнолюдське; і хоча таке ніколи не є інакше як в оболонці народного, проте засвоєнню підлягає тільки загальнолюдське, народне ж - лише оскільки воно невіддільне від першого ».
У різних джерелах рік смерті Димитрія Олексійовича вказується по-різному: 1918 й чи 1919 й. Однак в архіві о. Павла Флоренського в записній книжці № 2 за 1919 зберігся запис «У п'ятницю 22 березня 1919 ховали Дмитра Олексійовича Хомякова і Марію Олексіївну, сестру його, разом в одній могилі в Даниловому монастирі». На кладовищі цього монастиря поруч з М. В. Гоголем були поховані і їх батьки.